# Dîteatîn, Halîci
Dîteatîn (în ucraineană Дитятин) este localitatea de reședință a comunei Dîteatîn din raionul Halîci, regiunea Ivano-Frankivsk, Ucraina.

## Demografie
Componența lingvistică a localității Dîteatîn
     Ucraineană (99,6%)
     Alte limbi (0,4%)
Conform recensământului din 2001, majoritatea populației localității Dîteatîn era vorbitoare de ucraineană (99,6%), existând în minoritate și vorbitori de alte limbi.